# Вознесенско-Сретенский приход
Церковь Вознесения Господня — характерный для ярославской школы приходской четырехстолпный пятиглавый храм с закрытыми галереями, возведённый по инициативе и на средства прихожан в 1677-82 гг. Стоит чуть восточнее Вознесенских казарм, на главной улице Ярославля — бывшей Власьевской, ныне Свободы, в нескольких шагах от площади Труда. В ансамбль прихода входит также тёплая Сретенская церковь (1689—1691, перестроена в конце XVIII века) — уникальный для Ярославля памятник культового зодчества в стиле елизаветинского барокко.
Ансамбль в целом имеет статус объекта культурного наследия России регионального значения, в то время как церковь Вознесения Господня —  Объект культурного наследия народов РФ федерального значения. Рег. № 761410067240006 (ЕГРОКН). Объект № 7610059001 (БД Викигида).

## Сказание о возникновении

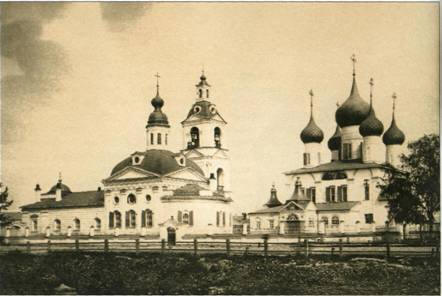
Дореволюционный вид на храмы прихода с северо-востока (со стороны Власьевской улицы)

Об обстоятельствах возникновения прихода повествует «Сказание о построении Вознесения деревянной церкви» XVII века. В нём рассказывается, что при Иване Грозном город богател на северной торговле с англичанами и голландцами, которые «живяше зде на свободе и в согласии с нашими, построиша и мнози склади и анбари». Иностранцы обратились к ростовскому архиепископу с челобитной о разрешении построить в Земляном городе кирху. Тот разрешил строительство иноверческой церкви при условии её размещения за пределами города, в Кондаковой слободе, по дороге на Углич. Планы «у дворов его построити иноверную божницу» вызвали возмущение богатого грека Василия Кондаки, который с благословения владыки Евфимия спешно соорудил здесь деревянную церковь во имя Вознесения Господня (1584). Позднее рядом с ней была выстроена отдельно стоящая Сретенская церковь.

## Вехи строительной истории
1667 (26 августа) — Обе деревянные церкви, холодная Вознесенская и тёплая Сретенская, сгорели.
1668 (3 сентября) — Митрополит Иона Сысоевич в ответ на прошение приходского священника благословил сооружение нового храма.
1677 (16 декабря) — Приходской священник Пётр просит у митрополита соизволения заменить деревянный храм каменным.
1682 (май) — Освящение новопостроенной 5-главой церкви. Её пропорции вызвали такое одобрение ярославцев, что по тем же меркам было решено строить Фёдоровскую церковь, которая в XX веке стала кафедральным храмом древней Ростово-Ярославской епархии.
1706 — С благословения митрополита Димитрия Ростовского в алтарной части храма освящён придел в честь Соловецких святителей.
1736 — Ярославская артель Алексея Соплякова иждивением прихожан А. М. Затрапезнова и И. Ф. Гурьева расписала храм фресками (те же мастера в 1732—1733 расписали церковь Ивана Златоуста в Коровниках, а в 1734—1735 — Крестовоздвиженскую).
1810 — «Для совершения в зимнее время ранних литургий» в церковной галерее устроен придел во имя иконы Богоматери Всех Скорбящих Радость.
Тёплая Сретенская церковь была сооружена в камне по грамоте Ионы Сысоевича от 5 сентября 1689 г. и освящена 11 декабря 1691 г. От неё сохранилась только трапезная часть. В XVIII веке крупным жертвователем на нужды храма выступал фабрикант Гурьев. Его шёлковая мануфактура стояла на месте Вознесенских казарм, а рабочие относились к Вознесенскому приходу.
В 1745 г. у западного входа Вознесенского храма Гурьев выстроил ярусную колокольню с набором из пяти колоколов. Благодаря стараниям Гурьева основная часть зимнего храма при Екатерине II была «новым фасадом построена», получив оформление в стиле позднего барокко. Иконостас был позолочен и внутренность храма окончательно обустроена после смерти благотворителя тщанием его дочери. В 1825 г. живопись в церкви поновлял В. В. Сарафанников.

## Дореволюционный приход

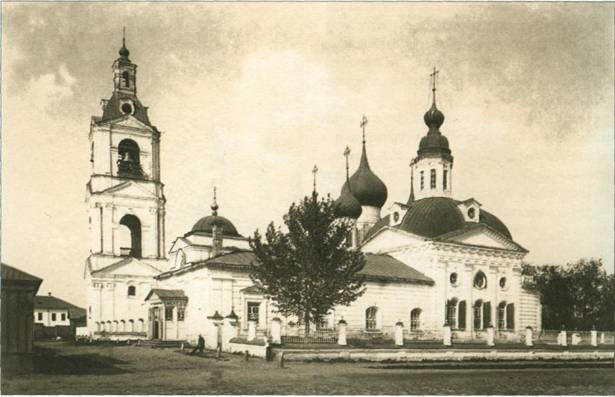
Дореволюционный вид на храмы прихода с северо-запада (по Угличской дороге)

Екатерининский план перестройки Ярославля предусматривал устройство у Вознесенского прихода крупной торговой площади, однако эти планы не осуществились, храмы были застроены обывательскими домами, а торг переместился на Сенную площадь за Вознесенскими казармами. На заводе Оловянишникова (который также владел мануфактурой в пределах прихода) были отлиты для приходской колокольни новые колокола: в 1802 г. — весом в 200 пудов, в 1848 г. — весом в 490 пудов. В церкви почитались образы Владимирской Богоматери и Николая Чудотворца, первый из коих особенно помогал «от винного недуга». Накануне храмового праздника (22 мая) ежегодно совершался крестный ход из Успенского собора с чудотворными иконами. 

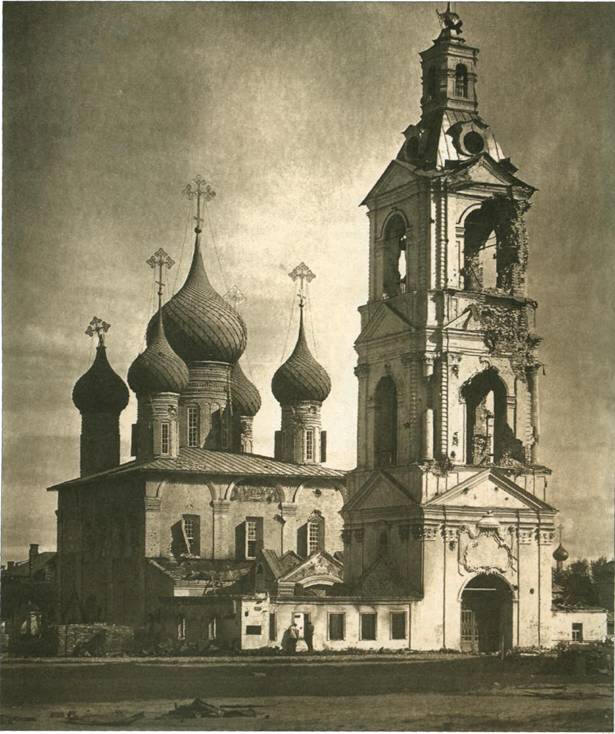
При подавлении антибольшевистских выступлений 1918 года колокольню изрешетили снарядами

Ризница Вознесенского прихода славилась в Ярославле своим богатством. В ней хранилось несколько серебряных крестов-мощевиков XVII века. В 1909 г. в столичных газетах напечатали историю о том, что местный священник попытался обменять в магазине серебряной утвари Оловянишникова серебряные потир с дискосом 1684 года и шесть старинных крестов на «новосделанный» напрестольный крест.

## Последнее столетие
Как видно из фотографий, в дни Ярославского восстания (1918) храмы прихода сильно пострадали: главы и стены были пробиты снарядами, а колокола «в несколько сот пудов» рухнули с колокольни. Церковная община профинансировала реставрацию храмов.
Приход был закрыт 19 апреля 1929 г., причём колокольня была сразу же разобрана. Также были утрачены маковицы глав холодного храма и барабан с грушевидной главой тёплого храма. Все 1990-е годы обезображенные храмы занимал трамвайный парк: в обезглавленной Вознесенской церкви складировались материалы, в зимней помещались библиотека и клуб трамвайного парка.
В связи с приватизацией земельного участка и планами строительства на нем крупного торгового центра ближе к тысячелетию города (2010) храмы прихода были переданы в ведение РПЦ, после чего началось их восстановление. В трапезной сохранились фрески XVIII века и редкое для Ярославля декоративное убранство той эпохи. По состоянию на май 2010 года Вознесенский храм стал единственным из уцелевших в центре города, где в рамках подготовки к тысячелетию были всё-таки восстановлены купола.
После того, как были открыты заложенные в незапамятные времена проёмы гульбища, Вознесенская церковь первой из приходских храмов города вернула себе открытые галереи. Оба притвора восстанавливаются в условных формах XVII века, без венчавших их в XIX веке колоколообразных шатров. Южный пёстро раскрашен; над входом — фреска современного письма.

## Галерея

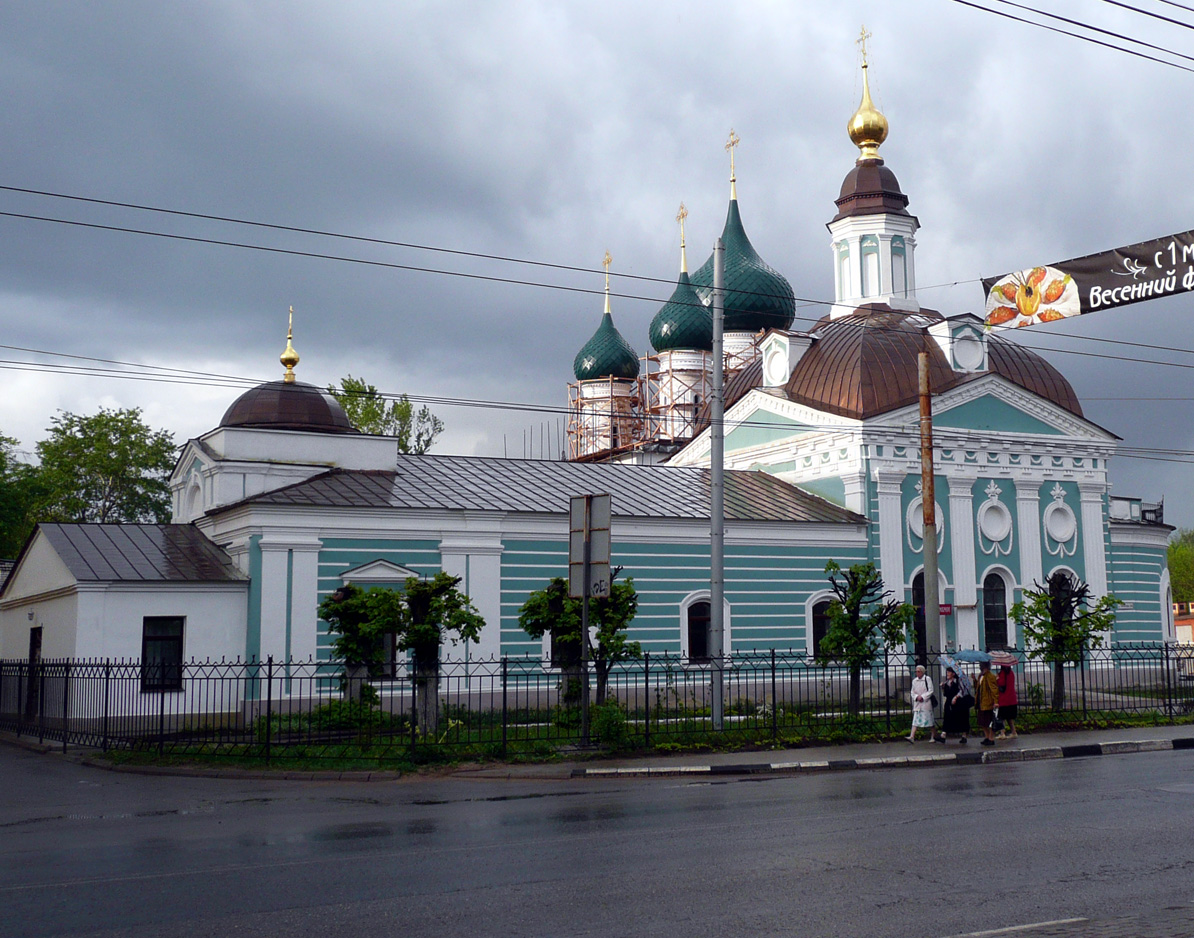
Сретенская церковь с улицы Свободы
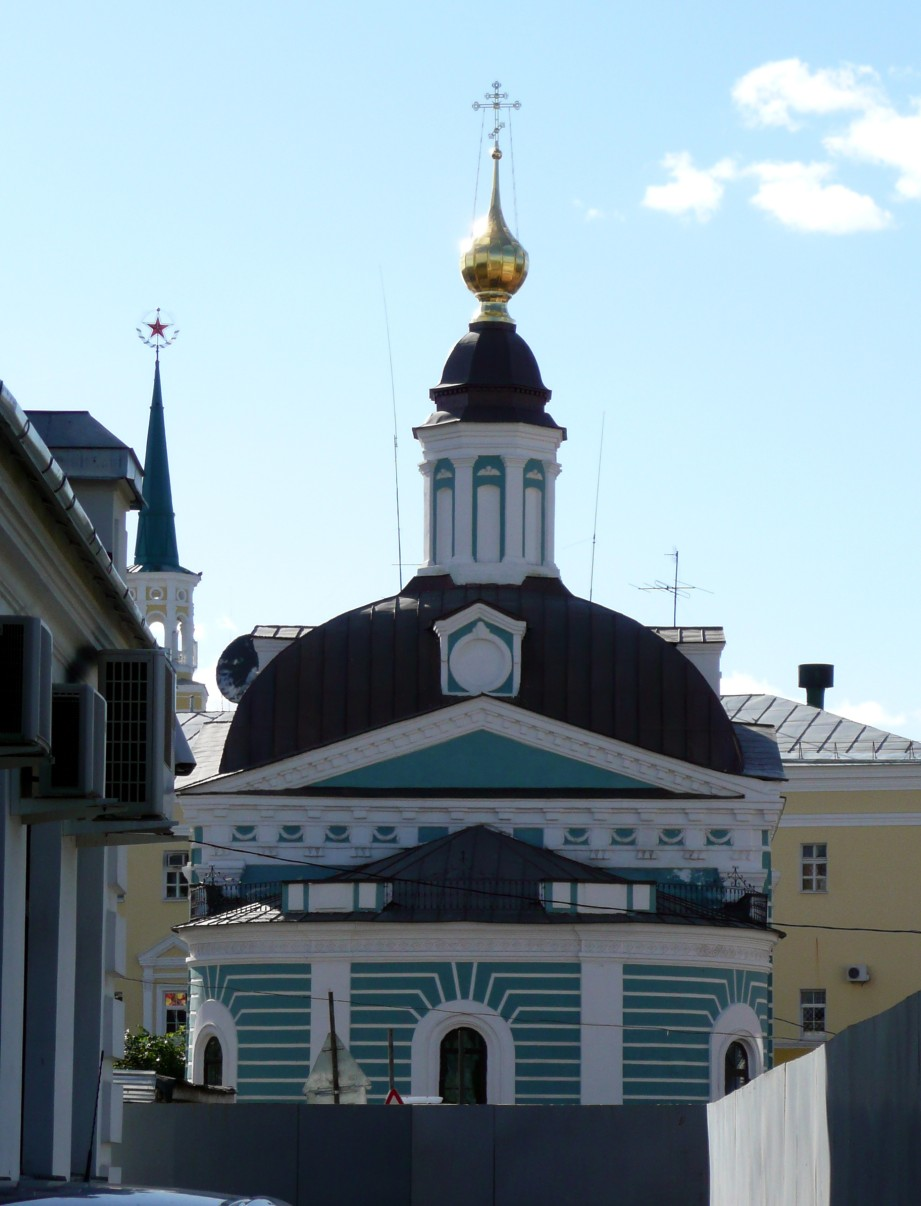
Вид с востока
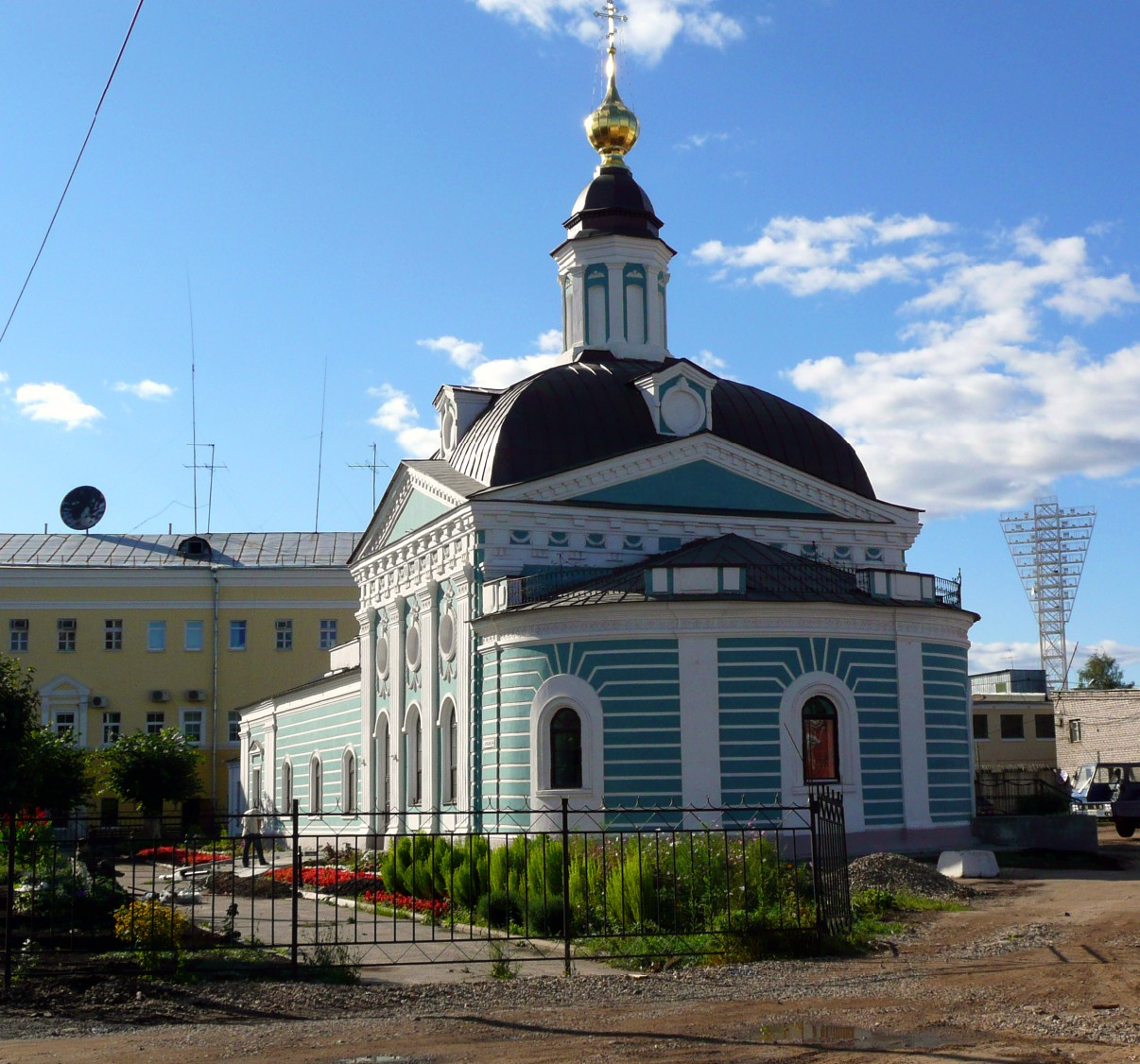
Вид с юго-востока
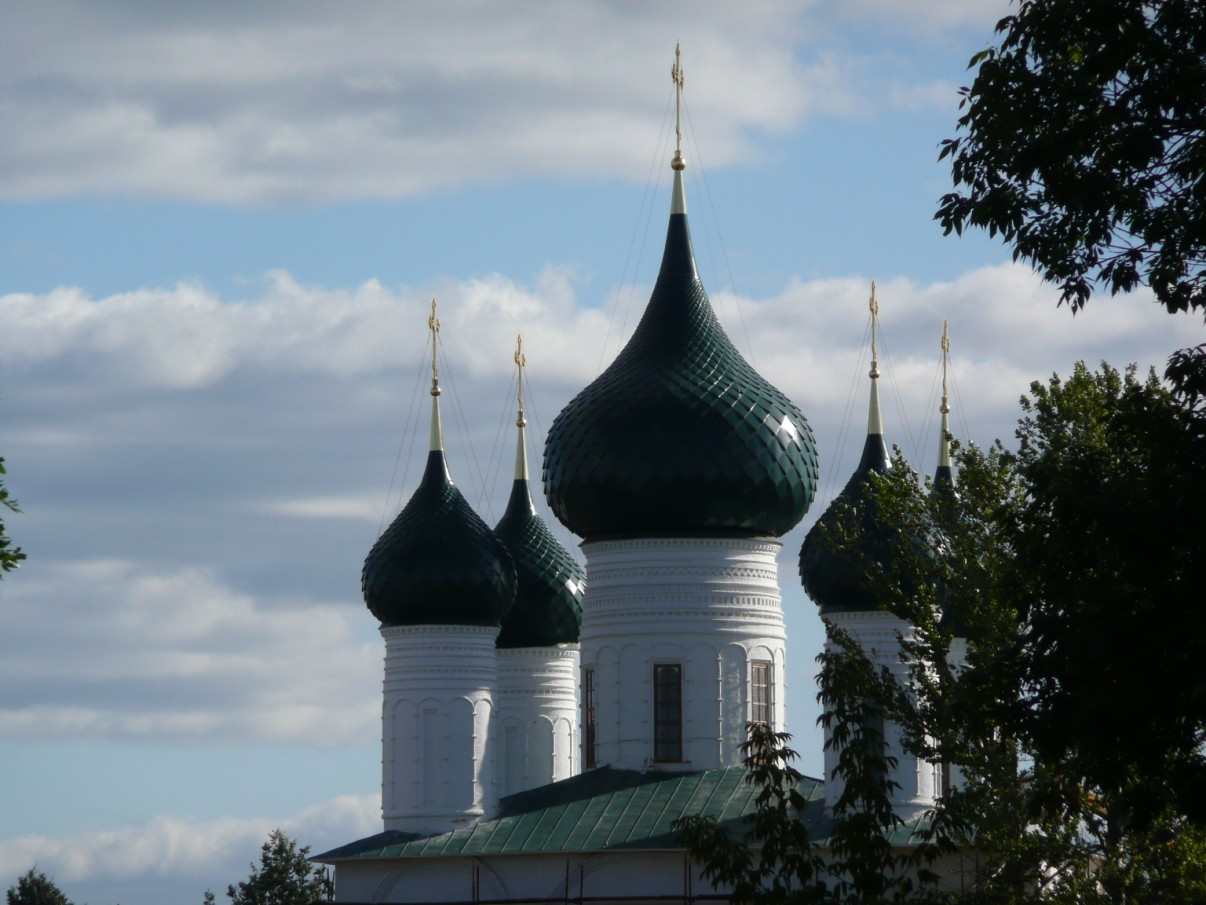
Грузные луковичные главы венчают барабаны — три световых и два глухих. За счёт выпуска нескольких рядов кирпичей они украшены сверху сложнопрофилированным поясом.
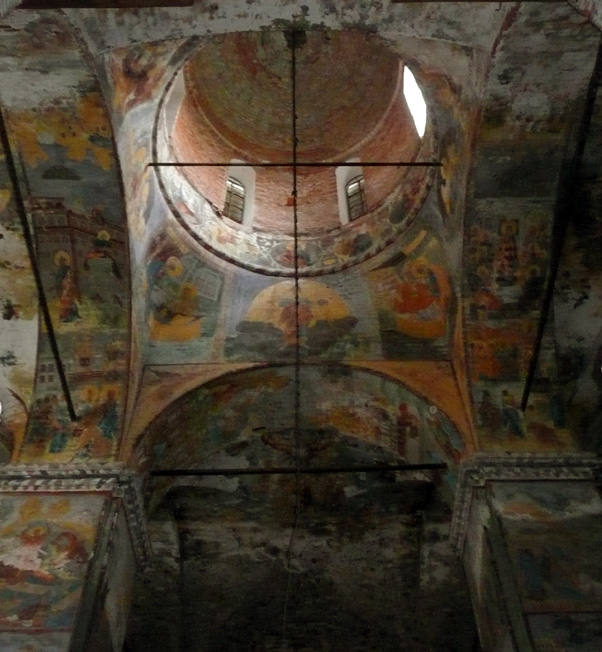
Остатки фресковой росписи
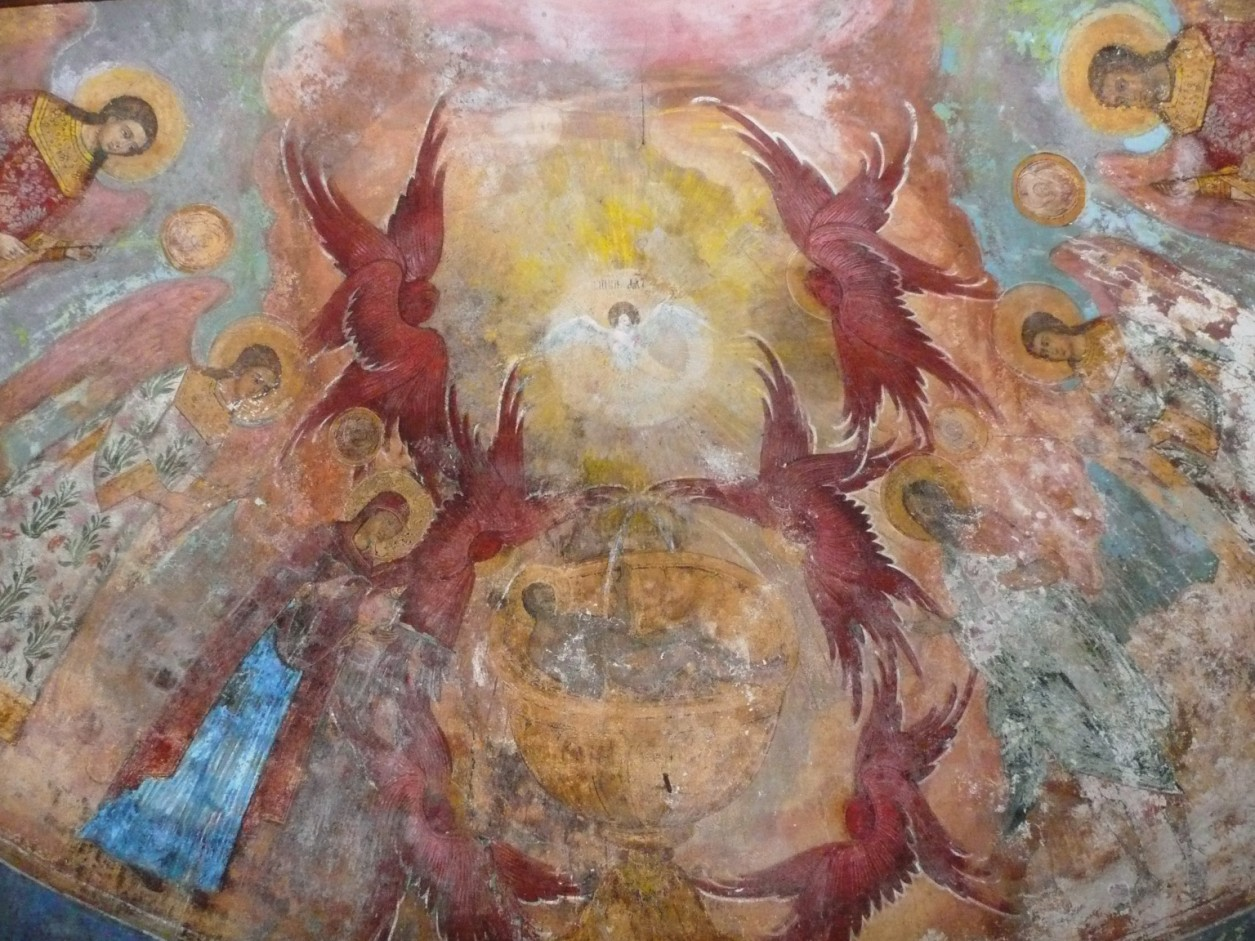
Роспись в конхе
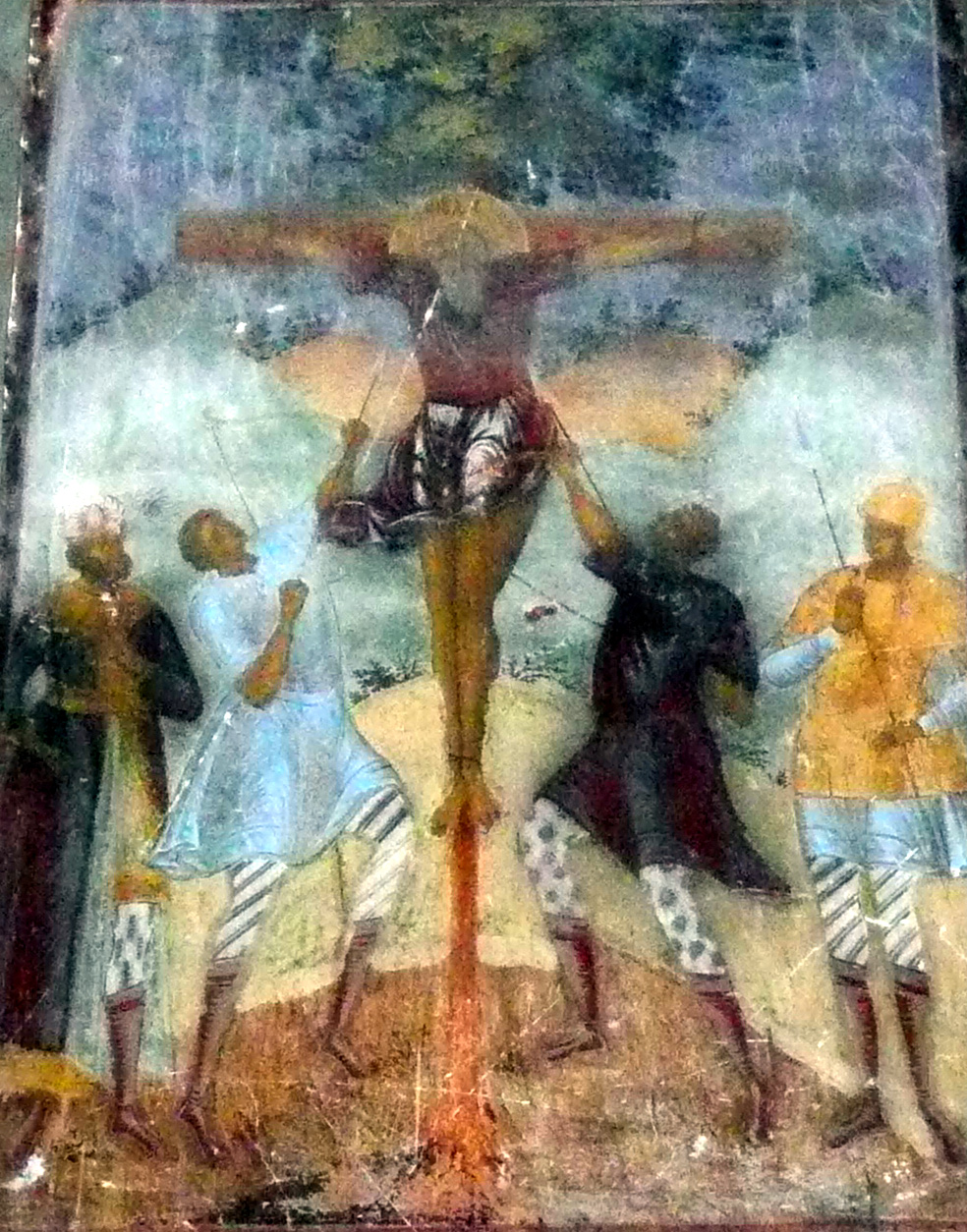
Распятие одного из апостолов

## Источник
- Рутман Т. А. Храмы и святыни Ярославля. — Ярославль, 2005.